# My Opera
My Opera — сообщество пользователей браузера Opera, насчитывавшее свыше 6 млн пользователей. Эта социальная сеть предоставляла возможность вести блог, участвовать в обсуждениях на форумах, публиковать фотографии и прочее. Сотрудники компании проводили различные мероприятия и конкурсы среди пользователей, определяют «Пользователя недели» («Member of the Week»).

## История

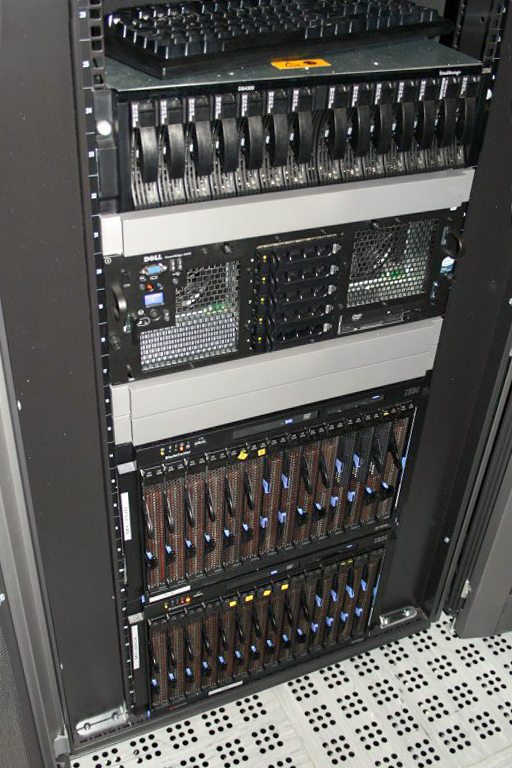
сервер My Opera Community

Сообщество было создано в августе 2001 года, как сайт, где пользователь Opera мог получить ответ на любой вопрос, касающийся браузера. Первые обновления сайта состоялись 11 сентября 2001 года и 15 декабря 2003 года. Были добавлены новые возможности для пользователей.
В сентябре 2005 года функциональность сайта значительно выросла. Появился фотоальбом, улучшились блоги, возможность создать свою группу и 300 МБ личного пространства. Улучшение блогов было связано с появлением мобильных блогов и возможностью отправлять записи в блог посредством MMS.
В 2006 году произошла замена оборудования на сервере Opera Software и 26 октября началось бета-тестирование нового сайта.
8 марта 2007 года и 25 мая 2009 года проводились обновления, в ходе которых был немного изменён интерфейс, функциональность и устранены некоторые баги.
12 августа 2009 года произошло большое обновление сообщества. Главным новшеством стала возможность интеграции аккаунта с Twitter и Facebook.
19 июля 2010 года было объявлено о достижении 5 миллионов зарегистрированных пользователей.
31 октября 2013 года было объявлено о закрытии сервиса, которое состоится 1 марта 2014 года. Пользователям предложено перенести свои блоги на альтернативные сервисы. MyOpera почта также будет закрыта. Наиболее важные форумы, будут перенесены на ресурс blogs.opera.com, скорее всего это будут темы не про Opera Presto..
18 декабря 2013 года, в связи со скорым закрытием My Opera, Йон фон Тэчнер, бывший сооснователь и CEO Opera Software, запустил альтернативный портал Vivaldi.net, предназначенный для миграции сообщества пользователей My Opera. Новый портал обладает аналогичной функциональностью, включая почтовый сервис, а также содержит инструкции по переносу данных с My Opera — файлов, блогов, фотоальбомов, почтовой базы. В честь открытия нового портала Тэчнер опубликовал открытое письмо пользователям (русскоязычный перевод).

## Возможности
Каждый пользователь получал 2 ГБ личного дискового пространства, которое распределялось под блог, фотографии (.jpeg, .png и .gif), прочие файлы и группы. Изначально страницы пользователей именовались как «Journal». В сентябре 2005 года, наряду с другими усовершенствованиями, работа этой службы была переведена в режим «Blog».
В Opera Software активно использовали сообщество для популяризации своего бренда. Целый ряд блогов доносили официальную позицию компании, чему сопутствовала жесткая цензура: аккаунт может быть заблокирован за размещение изображений порнографического характера, провокационный контент или критику компании. Некоторые блоги использовались для информирования пользователей о работе веб-сервисов. Самым популярным в сообществе был блог Opera Desktop Team Blog — анонсы разрабатываемых настольных версий браузера.
Существовал так же раздел «Forum», основной темой которого являлся браузер Opera. Кроме того, каждый пользователь мог создать свой форум. Все форумы использовали язык разметки BBCode.

### Дополнительные сервисы
При наличии аккаунта My Opera Community у пользователя была возможность использовать дополнительные сервисы.

#### Opera Link
Сервис Opera Link появился в октябре 2007 года. С его помощью пользователь мог синхронизировать свои закладки, ссылки Speed dial, заметки, личную панель, список поисковиков, список введённых адресов и пароли между компьютерами и мобильными телефонами. Доступ к элементам панели быстрого запуска, закладкам и заметкам пользователь получал напрямую через Link.Opera.com.

#### Opera Unite
Технология Opera Unite появилась в июне 2009 года. С её помощью из цепочки ПК-Сервер-ПК можно убрать Сервер и сделать прямое соединение ПК-ПК. Для запуска локального сервера Unite требовалась учётная запись My Opera.

#### Opera Web Mail
Компания Opera Software предлагает бесплатный почтовый хостинг @operamail.com, который, в отличие от Opera Link и Opera Unite, требует отдельной регистрации. Пользователю предоставляется 3 МБ свободного пространства. Проект слабо развивался и оказался малопопулярен. 30 апреля 2010 года после покупки австралийской почтовой компании FastMail объявлено об обновлении проекта. Была запланирована интеграция с социальной сетью My Opera и браузером Opera (в том числе Opera Mobile и Opera Mini), а также улучшение почтового клиента Opera Mail.
3 марта 2011 года регистрация новых пользователей operamail.com была закрыта и начат процесс переноса базы пользователей на сервера FastMail.FM. 10 марта был открыт доступ для пользователей Opera Web Mail на платформе FastMail.

#### irc.opera.com
Opera Software контролировал частную irc-сеть irc.opera.com, в которой любой пользователь может создать свой канал. Существовали так же и официальные каналы, связанные с обсуждением браузера:
- #opera обсуждение браузера Opera;
- #lounge основной чат;
- #myopera обсуждение MyOpera;
- #operamini обсуждение Opera Mini;
- #snapshot обсуждение тестовых сборок браузера Opera[20];

## Субдомены
- Opera Widgets — сайт с виджетами для браузера Opera и Opera Mobile;
- Opera Labs — новостной блог с нововведениями в браузере Opera;
- Dev.Opera — сайт со статьями для разработчиков;
- Opera Portal — стартовая страница по умолчанию браузера Opera с поисковой системой и лентами новостей.